# آرایش (فیلم ۱۹۳۷)
آرایش (انگلیسی: Make-Up) فیلمی در ژانر درام است که در سال ۱۹۳۷ منتشر شد.